# Hoắc Tư Yến
Hoắc Tư Yến (sinh ngày 23 tháng 10 năm 1980) là nữ diễn viên người Trung Quốc  được biết đến qua các phim truyền hình Cửu cửu quy nhất, Phi Thường Tình Võng, Bảy Nàng Tiên, Mai Khôi Giang Hồ.

## Tiểu sử
Hoắc Tư Yến sinh ra trong một gia đình trung lưu ở Bắc Kinh có bố mẹ đều là giáo viên. Cô xuất hiện lần đầu tiên trong một quảng cáo năm lớp 11.
Sau khi tốt nghiệp loại ưu khoa diễn xuất Học viện Hí kịch Trung ương, Hoắc Tư Yến đã không nề hà tham gia các vai diễn từ chính đến phụ. Bắt đầu từ năm 1999 Hoắc Tư Yến tham gia bộ phim Cuộc sống hạnh phúc của Trương Đại Minh với một vai nhỏ ấn tượng, dần dần sau đó là các vai thứ chính trong Vua tiền, Gia Khánh truyền kỳ...

## Sự nghiệp
Từ những vai cổ trang trong Thất Tiên Nữ, Liêu Trai – câu chuyện "Tiểu Tạ và Thu Dung", Lục diện mai phục... Hoắc Tư Yến gây ấn tượng với những vai diễn hiện đại, trẻ trung gần với tính cách của cô ngoài đời. Trong phim thần tượng Thiên đường tình yêu, diễn xuất của Hoắc Tư Yếncũng không kém cạnh gì các bậc anh chị như Nhiếp Viễn, Huỳnh Giác... Thậm chí trong phim nhựa đầu tay Tôi muốn thành danh, nàng ngọc nữ cũng khiến mọi người bất ngờ vì sự đột phá trong diễn xuất. Sự biến chuyển từ tham vọng hư vinh trở thành khát vọng theo đuổi nghệ thuật chân chính đã được Hoắc Tư Yến thể hiện sinh động, chứng tỏ khả năng phối hợp ăn ý của cô với các tên tuổi lớn của màn ảnh Hồng Kông như Trịnh Y Kiện, Lưu Thanh Vân, Lương Gia Huy...

## Phim

### Truyền hình
- Năm 2003: Thiếu niên thiên tử (少年天子) vai Ô Vân Châu
- Năm 2005: Liêu trai trí dị Tiểu Tạ và Thu Dung vai Thu Dung
- Năm 2006: Bảy Nàng Tiên vai Thất công chúa Tử Nhi
- Năm 2006: Đại Thanh hậu cung (大清後宮) vai Thẩm Ngâm Thu (khách mời)
- Năm 2008: Mai Khôi Giang Hồ (玫瑰江湖) vai Quân Ỷ La
- Năm 2008: Nghĩa Tình Phu Thê (夫妻一场) vai Anh Tử (mẹ Tiểu Yến lúc trẻ), Tiểu Yến
- Năm 2008: Tâm hồn cao thượng vai Sun Li
- Năm 2008: Công Chúa Cuối Cùng (最后的格格) vai Vân Hương
- Năm 2012: Hai lần lộ diện (二次曝光) vai Tiểu Tây
- Năm 2014: Bác sĩ thanh niên vai Lý Đan

### Điện ảnh
- Năm 2012: Double Exposure (二次曝光)
- Năm 2012: The Last Supper (王的盛宴)
- Năm 2011: Mộng du
- Năm 2011: Eat Drink Man Woman 2
- Năm 2011: The Winner
- Năm 2011: Old Master Q and Little Ocean Tiger
- Năm 2010: Super Player
- Năm 2010: Distant Thunder
- Năm 2010: The Legend of Chen Zhen
- Năm 2010: The Island
- Năm 2010: Adventure of the King
- Năm 2009: Smiling Bracelet
- Năm 2006: Heavenly Mission
- Năm 2006: Ngã yến thành danh

## Giải thưởng
- Năm 2007: Giải thưởng Điện ảnh Hồng Kông lần thứ 26: "diễn viên mới xuất sắc nhất" phim "Ngã yến thành danh".
- Năm 2007: Giải thưởng Golden Bauhinia Awards Nominee: "diễn viên mới xuất sắc nhất" phim "Ngã yến thành danh".
- Năm 2007: Giải thưởng Truyền thông Điện ảnh Trung Quốc: "diễn viên mới xuất sắc nhất" phim "Ngã yến thành danh".